# Mobileye
Mobileye desenvolupa tecnologia avançada de detecció i processament d'imatges per a la indústria automotriu. La companyia dissenya i desenvolupa sistemes avançats d'ajuda a la conducció basats en la visió que adverteixen al conductor per evitar les col·lisions. La seu central de la companyia es troba a Jericho, en l'estat de Nova York, als Estats Units. L'empresa va ser fundada el 1999.